# Cybianthus plowmanii
Cybianthus plowmanii är en viveväxtart som beskrevs av J.J. Pipoly. Cybianthus plowmanii ingår i släktet Cybianthus, och familjen viveväxter. Inga underarter finns listade i Catalogue of Life.